# ポール・アイズピリ
ポール・オーガスティン・アイズピリ（Paul Augustin Aïzpiri, 1919年5月14日 - 2016年1月22日）は、フランスパリ生まれの画家。日本で高く評価されている。画家のジル・ゴリチ(Gille Gorriti)はアイズピリの長男。

## 略歴
パリの工芸学校(École Boulle)で学んだ後、1936年にパリ国立高等美術学校に入学し、フェルナン・サバテの工房で学んだ,。第二次世界大戦が終わった後サロン・ドートンヌに出展し、1951年に、美術評論家のピエール・デカルグ(Pierre Descargues)が企画した「若い絵画の展覧会(Salon de la Jeune Peinture)」にベルナール・ビュフェらと出展し、入賞した。

## 日本に収蔵されている作品
- 「少年と小鳥」「サントロペの海」「尾道」なかた美術館
- ヤマザキマザック美術館50点以上もの作品を収蔵
- 山形美術館
- サンリツ服部美術館